# Flugunfall einer Boeing C-97 Stratofreighter in Mexiko-Stadt
Der Flugunfall einer Boeing C-97 Stratofreighter in Mexiko-Stadt ereignete sich am 30. Juli 1987. Eine Frachtmaschine des Typs Boeing C-97G Stratofreighter der Belize Air International, mit der ein Frachtflug von Mexiko-Stadt nach Fort Lauderdale durchgeführt werden sollte, kollidierte kurz nach dem Start vom Flughafen Mexiko-Stadt im Anfangssteigflug mit Gebäuden und Objekten und stürzte dann im Stadtgebiet ab. Bei dem Unfall kamen 5 von 12 Insassen der Maschine ums Leben, am Boden gab es 44 Todesopfer und mehr als 50 Verletzte.

## Flugzeug
Das auf dem Flug eingesetzte Flugzeug war eine 1952 als Tankflugzeug ausgelieferte militärische Transportmaschine des Typs Boeing KC-97G Stratofreighter mit der Werknummer 16573, welches mit dem militärischen Luftfahrzeugkennzeichen 52-879 an die United States Air Force (USAF) ausgeliefert wurde. Nach ihrer Außerbetriebsetzung beim Militär wurde die Maschine in eine zivile C-97G umgebaut und mit dem Luftfahrzeugkennzeichen N197KC auf einen zivilen Halter zugelassen. Später übernahm die Belize Air International die Maschine und ließ sie in der Dominikanischen Republik mit dem Kennzeichen HI-481 zu. Das viermotorige Flugzeug war mit vier Sternmotoren des Typs Pratt & Whitney R-4360-59 ausgestattet.

## Insassen, Fracht und Flugzweck
Mit der Maschine wurde an diesem Tag ein Frachtcharterflug durchgeführt, die Fracht bestand aus 18 Sportpferden, die an einem Reitwettbewerb in Miami in Vorbereitung auf die Panamerikanischen Spielen 1987 in Indianapolis teilnehmen sollten. Es befanden sich zwölf Personen an Bord, darunter vier Besatzungsmitglieder und acht Passagiere. Flugkapitän war der US-Amerikaner Frederick Moore, Erster Offizier der US-Amerikaner Robert Banty. Darüber hinaus waren noch ein Flugingenieur und ein Lademeister an Bord. Bei den acht Passagieren handelte es sich um sieben Jugendliche, die der mexikanischen Jugendnationalmannschaft im Reiten angehörten, sowie um deren Trainer.

## Unfallhergang
Am Unfalltag waren die Wetterverhältnisse in Mexiko-Stadt bescheiden, der Himmel war bewölkt und es gab Nieselregen. Die Maschine hob gegen 17 Uhr ab. Fünf Minuten später gewann sie nur schwer an Höhe. Der Höhenmesser versagte und während die Piloten versuchten, die Maschine hochzuziehen, flog diese auf mehrere Hochhäuser zu. Den Piloten gelang es, diese Gebäude, darunter den 132 Meter hohen Torre Mexicana de Aviación sowie das Hotel de México, zu umfliegen. In den wenigen Augenblicken, die ihnen blieben, um sich zu besprechen, überlegten sie, wo sie die Maschine notlanden könnten. Eine Umkehr zum Flughafen schlossen sie aus, weil sie einen völligen Kontrollverlust über die Maschine und einen Absturz in dicht bewohntes Gebiet befürchteten. Mangels Zeit zum Treffen einer Entscheidung entschieden sie sich für die Autobahn, die von Mexiko-Stadt nach Toluca führte. Während sich die Maschine noch in der Luft befand, führte ein Kurzschluss in der elektrischen Anlage dazu, dass das Fahrwerk ausgefahren wurde, wodurch sich der Luftwiderstand erhöhte und die Fluggeschwindigkeit weiter verringerte. Durch den Kurzschluss wurde auch ein kleiner Brand an der Maschine ausgelöst. Kurz vor dem Aufsetzen scherte die Maschine die Dächer mehrerer Häuser ab, streifte Baumwipfel und touchierte einen Hochspannungsmast, wodurch es zum Funkenschlag kam. Acht Minuten nach dem Start schlug die Maschine im Bezirk Cuajimalpa de Morelos mit der Rumpfunterseite auf der achtspurigen Autobahn auf. Sie begrub dabei Dutzende von Autos unter sich, die sich während der Rush-Hour auf der Autobahn befanden. Einige Fahrzeuge wurden durch die laufenden Propeller getroffen, wodurch mehrere Fahrzeuginsassen getötet wurden. Die Maschine touchierte eine Tankstelle, in deren Tanks sich 200.000 Gallonen Kraftstoff befanden und an der ein kleiner Brand entstand, und zerbrach in zwei Teile. Das Heck schlitterte in ein Gebäude namens Panadis und kam am Straßenrand zum Stehen. Der vordere Teil der Maschine schlitterte in das hinter der Tankstelle befindliche Restaurant Tras Lomita, in dem zu diesem Zeitpunkt viele Personen aßen, und explodierte. Mehrere Brände brachen aus, viele Verletzte waren in den betroffenen Gebäuden und Fahrzeugen eingeschlossen. Mindestens 47 Fahrzeuge wurden zerstört.

## Ursache
Die Unfalluntersuchung ergab eine Reihe von Unfallfaktoren. Es wurde festgestellt, dass die Maschine überladen war. Gleichzeitig seien die Pferde im Laderaum, welche unzureichend gesichert waren, in Panik geraten und hätten sich bewegt, wodurch es zur plötzlichen Schwerpunktverlagerung gekommen war.

## Folgen
Bei dem Unfall wurden 44 Personen am Boden getötet, viele verbrannten in ihren Fahrzeugen beziehungsweise in dem Restaurant. Von den 18 Rennpferden wurden 16 bei dem Unfall getötet, die übrigen beiden mussten aufgrund ihrer Verletzungen später ebenfalls getötet werden. Am Boden gab es mehr als 50 Verletzte.
Die amerikanischen Piloten wurden nach dem Unfall durch die mexikanische Polizei befragt, kamen jedoch später wieder auf freien Fuß.